# 500 miles d'Indianapolis 1997

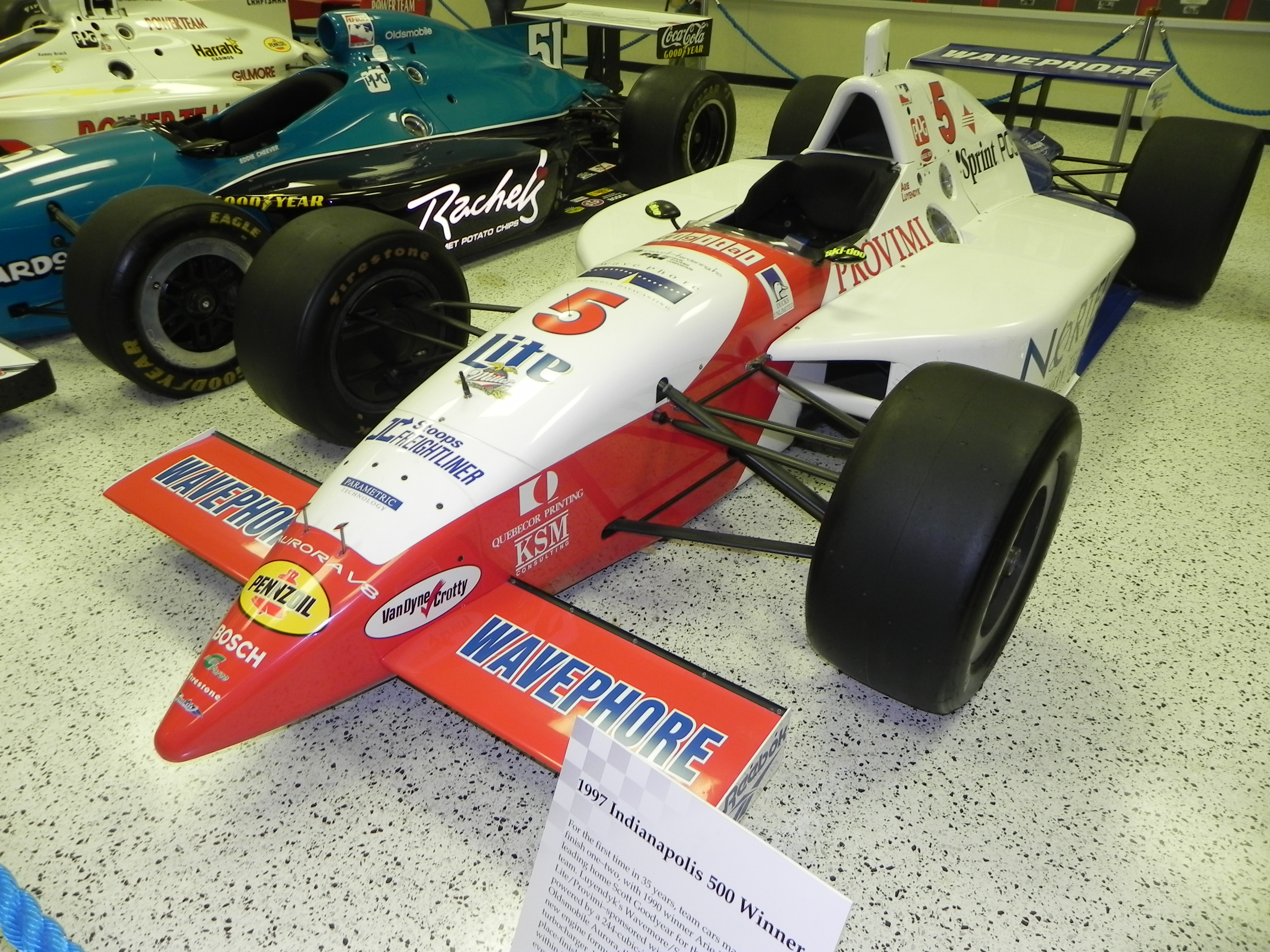
La G-Force-Aurora d'Arie Luyendyk, victorieuse de l'édition 1997 des 500 miles d'Indianapolis.

Les 500 miles d'Indianapolis 1997, courus sur l'Indianapolis Motor Speedway les lundi 26 et mardi 27 mai 1997, ont été remportés par le pilote néerlandais Arie Luyendyk sur une G-Force-Aurora.

## Grille de départ
| Ligne | Intérieur           | Milieu             | Extérieur        |
| 1     | Arie Luyendyk       | Tony Stewart       | Vincenzo Sospiri |
| 2     | Robbie Buhl         | Scott Goodyear     | Jim Guthrie      |
| 3     | Jeff Ward           | Davey Hamilton     | Eliseo Salazar   |
| 4     | Buddy Lazier        | Eddie Cheever      | Robby Gordon     |
| 5     | Stéphan Grégoire    | Affonso Giaffone   | Kenny Brack      |
| 6     | Buzz Calkins        | Jack Miller        | Mike Groff       |
| 7     | Roberto Guerrero    | Steve Kinser       | Robbie Groff     |
| 8     | Billy Boat          | Sam Schmidt        | Billy Roe        |
| 9     | Mark Dismore        | Tyce Carlson       | Marco Greco      |
| 10    | Dennis Vitolo       | Fermín Vélez       | Greg Ray         |
| 11    | Alessandro Zampedri | Claude Bourbonnais | Paul Durant      |
| 12    | Lyn St. James       | Johnny Unser       |                  |

La pole est réalisée par Arie Luyendyk à la moyenne de 351,260 km/h. Il s'agit également du chrono le plus rapide des qualifications.

## Classement final
| no | Pilote                 | Voiture          | Tours | Temps/Abandon          |
| 1  | Arie Luyendyk          | G-Force-Aurora   | 200   | 3 h 25 min 43 s 388    |
| 2  | Scott Goodyear         | G-Force-Aurora   | 200   |                        |
| 3  | Jeff Ward (R)          | G-Force-Aurora   | 200   |                        |
| 4  | Buddy Lazier           | Dallara-Aurora   | 200   |                        |
| 5  | Tony Stewart           | G-Force-Aurora   | 200   |                        |
| 6  | Davey Hamilton         | G-Force-Aurora   | 199   |                        |
| 7  | Billy Boat (R)         | Dallara-Aurora   | 199   |                        |
| 8  | Robbie Buhl            | G-Force-Aurora   | 199   |                        |
| 9  | Robbie Groff (R)       | G-Force-Aurora   | 197   |                        |
| 10 | Fermín Vélez           | Dallara-Aurora   | 195   |                        |
| 11 | Buzz Calkins           | G-Force-Aurora   | 188   | transmission           |
| 12 | Mike Groff             | G-Force-Aurora   | 188   |                        |
| 13 | Lyn St. James          | Dallara-Infiniti | 186   | accident               |
| 14 | Steve Kinser (R)       | Dallara-Aurora   | 185   | accident               |
| 15 | Dennis Vitolo          | Dallara-Infiniti | 173   |                        |
| 16 | Marco Greco            | Dallara-Aurora   | 166   | boîte de vitesses      |
| 17 | Vincenzo Sospiri (R)   | Dallara-Aurora   | 163   |                        |
| 18 | Johnny Unser           | Dallara-Infiniti | 158   | pression d'huile       |
| 19 | Tyce Carlson (R)       | Dallara-Aurora   | 156   | accident               |
| 20 | Jack Miller (R)        | Dallara-Infiniti | 131   | accident               |
| 21 | Paul Durant            | G-Force-Aurora   | 111   | accident               |
| 22 | Billy Roe (R)          | Dallara-Aurora   | 110   | accident               |
| 23 | Eddie Cheever          | G-Force-Aurora   | 84    | chaîne de distribution |
| 24 | Eliseo Salazar         | Dallara-Aurora   | 70    | accident               |
| 25 | Greg Ray (R)           | Dallara-Aurora   | 48    | pompe à eau            |
| 26 | Jim Guthrie            | Dallara-Aurora   | 43    | moteur                 |
| 27 | Roberto Guerrero       | Dallara-Infiniti | 25    | direction              |
| 28 | Mark Dismore           | Dallara-Aurora   | 24    | accident               |
| 29 | Robby Gordon           | G-Force-Aurora   | 19    | incendie               |
| 30 | Claude Bourbonnais (R) | Dallara-Aurora   | 9     | moteur                 |
| 31 | Stéphan Grégoire       | G-Force-Aurora   | 0     | accident               |
| 32 | Affonso Giaffone (R)   | Dallara-Aurora   | 0     | accident               |
| 33 | Kenny Bräck (R)        | G-Force-Aurora   | 0     | accident               |
| 34 | Sam Schmidt (R)        | Dallara-Aurora   | 0     | moteur                 |
| 35 | Alessandro Zampedri    | Dallara-Aurora   | 0     | fuite d'huile          |

Un (R) indique que le pilote était éligible au trophée du "Rookie of the Year" (meilleur débutant de l'année), décerné à Jeff Ward.